# アメリカン・ゴッズ (テレビドラマ)
『アメリカン・ゴッズ』はニール・ゲイマンによる同名の小説に基づく、Starzのテレビドラマシリーズ。

## 概要
諸民族が渡ってきたアメリカには、各々が奉じたギリシャ神話、北欧神話、スラブ神話、アフリカ神話などの古き神々も住み、現代社会で人間的な生活を送る。だが現代の様々な側面を象徴する新しき神々が生まれ、古き神々に戦いを挑む。主人公は刑務所から出てきたばかりの普通の男シャドウ・ムーンである。シャドウは不思議な男に雇われ、やがて自分が古き神々の味方となって、新しき神々に対抗する運動に巻き込まれていることを知る。
シーズン1ではブライアン・フラーとマイケル・グリーンがショーランナーを務めた。ゲイマンは製作総指揮に名を連ねる。シーズン1は2017年4月30日から放送された。2017年5月、シーズン2の製作が発表された。同年11月29日、フラーとグリーンは製作から離れ、シーズン2ではジェシー・アレキサンダーがショーランナーを務めた。シーズン2は2019年3月10日から放送された。シーズン3は2021年1月10日より放送された。2021年3月、シーズン3を持っての打ち切りが発表された。
この様に、ショーランナーの交代が相次いだ上（シーズン1開始から4度の交代）、ナンシー役でレギュラー出演していたオーランド・ジョーンズが人種偏見が原因で解雇されたと主張し、更に性的虐待疑惑で告発されたゴス・シンガーのマリリン・マンソンが降板する等、何かとトラブルが絶えなかった。
尚、製作スタジオのフリー・マントルが本作を最初から制作し直す（巻き直し）か、映画版かイベント・シリーズとして甦らせる企画を検討しているとも報じられている。
ミスター・ナンシー（アナンシ）を主人公とした同原作者の小説『アナンシの血脈』に基づくドラマシリーズがAmazonプライムビデオによって全6話でドラマ化される事が決定している。製作プロダクションも公開メディアも異なり、スピンオフとはならない予定である。
日本ではAmazonプライム・ビデオで配信され、2019年11月23日よりAXNでもシーズン1が放送されている。

## 登場人物

### メイン
- シャドウ・ムーン
  - 演 - リッキー・ウィトル（英語版）、日本語吹替 - 大羽武士
  - 物語序盤では加重暴行の罪で服役しているがローラの死により刑期を短縮され出所する。ミスター・ウェンズデイに見出され彼のボディー・ガードとして雇われ、神々の戦争に巻き込まれていく。
- ローラ・ムーン
  - 演 - エミリー・ブラウニング、日本語吹替 - 松井茜
  - シャドウの妻で元カジノディーラー、シャドウとはカジノで彼女のテーブルに来たシャドウがイカサマを行うのを止めた事で出逢う。シャドウの服役中にロビーと不倫するがドライブ中に事故に遭いロビーと共に死亡する。
- サリム
  - 演 - オミド・アブターヒ（英語版）、日本語吹替 - 川中子雅人
  - オマーン出身のセールスマン。同性愛者。
- ミスター・ウェンズデイ
  - 演 - イアン・マクシェーン、日本語吹替 - 浦山迅
  - ローラの葬儀の為に家路を急ぐシャドウの前に現れた詐欺師でシャドウをボディーガードとして半ば強引に雇う。実体は北欧神話の主神である古き神オーディン（ヴォータン）。
- ミスター・ナンシー
  - 演 - オーランド・ジョーンズ、日本語吹替 - 伊丸岡篤
  - アフリカのトリックスター神アナンシで洋服屋。スピンオフ作品「アナンシの血脈」の主人公でもある。
- ミスター・アイビス
  - 演 - デモア・バーンズ（英語版）、日本語吹替 - 荒井勇樹
  - エジプトの知恵の神トート、葬儀場経営者。アメリカの建国より以前からの神々と人間達との物語を記し続けている。
- ビルキス
  - 演 - Yetide Badaki、日本語吹替 - 阿部彬名
  - 愛をつかさどる古き神。
- マッド・スウィーニー
  - 演 - パブロ・シュレイバー、日本語吹替 - 田村真
  - ミスター・ウェンズデイのために働くアイルランドの古き神レプラコーン。シャドウの力を試す為に喧嘩を売るが、叩きのめされた上に間違えて特別な金貨を渡したせいで結果的にローラが復活する。彼女からコインを取り返す為につきまとう。(S1-S2)
- ジン
  - 演 - Mousa Kraish
  - 正体はアラブ世界の精霊ジンでタクシー運転手。
- ミスター・ワールド
  - 演 - クリスピン・グローヴァー、日本語吹替 - 木下浩之
  - 演 - Dominique Jackson　(ミズ・ワールド、ミスター・ワールドの化身) (S3)
  - 演 - ダニー・トレホ (ミスター・ワールドの化身) (S3)
  - グローバライゼーションをつかさどる新しき神、新しき神々の指導者。
- テクニカル・ボーイ
  - 演 - ブルース・ラングレー（英語版）、日本語吹替 - 河西健吾
  - テクノロジーをつかさどる新しき神。
- コーデリア
  - 演 - Ashley Reyes
  - ミスター・ウェンズデーに雇われる学生。(S3)

### リカーリング
- ロビー
  - 演 - デイン・クック、日本語吹替 - 乃村健次
  - シャドウの親友。(S1)
- オードリー
  - 演 - ベティ・ギルピン、日本語吹替 - 兼田奈緒子
  - ロビーの妻。(S1)
- ジャック
  - 演 - ベス・グラント、日本語吹替 - 三沢明美
  - バーのオーナー。(S1)
- ミスター・タウン
  - 演 - ディーン・ウィンタース
  - 新しき神の手下のエージェント。 (S2)
- サム・ブラッククロウ
  - 演 - Kawennahere Devery Jacobs
  - 女子学生。 (S2-)
- チェルノボグ
  - 演 - ピーター・ストーメア、日本語吹替 - 高岡瓶々
  - スラブ神話の死をつかさどる古き神、シカゴの屠殺人。
- ゾリャー・ヴェチュールニャヤ
  - 演 - クロリス・リーチマン、日本語吹替 - 藤波京子
  - スラブ神話のオーロラを神格化した3女神の最年長者、夕暮れのオーロラの女神。(S1)
- ゾリャー・ウートレンニャヤ
  - 演 - Martha Kelly
  - 同3女神のひとり、夜明けのオーロラの女神。(S1)
- ゾリャー・パルノーチニャヤ
  - 演 - Erika Kaar
  - 同3女神のひとりで最年少者、真夜中のオーロラの女神。(S1)
- ミスター・ジャッケル
  - 演 - クリス・オビ（英語版）、日本語吹替 - 楠見尚己
  - エジプトの死者の神アヌビス、葬儀場経営者。(S1)
- ジーザス
  - 演 - ジェレミー・デイビス
  - 神の子。(S1)
- ヴァルカン
  - 演 - コービン・バーンセン
  - ギリシャ神話の火と鍛冶の神、バージニア州ヴァルカンで弾薬工場を経営する。(S1)
- オスタラ
  - 演 - クリスティン・チェノウェス
  - ゲルマン神話の春と復活の女神、イースター。(S1)
- ママジ
  - 演 - サキナ・ジャフリー
  - ヒンズー教の女神カーリー、モーテル・アメリカのメイド。 (シーズン2)
- ロー・キー・ライスミス
  - 演 - ジョナサン・タッカー、日本語吹替 - 佐藤せつじ
  - シャドウの牢仲間。(S1)
- メディア
  - 演 - ジリアン・アンダーソン、日本語吹替 - 相沢恵子
  - メディアをつかさどる新しき神。(S1)
- ニュー・メディア
  - 演 - Kahyun Kim
  - 同上。 (S2)
- マネー
  - 演 - ウィリアム・サンダーソン
  - アメリカでもっとも強力な神。(S2)
- ウイスキー・ジャック
  - 演 - グラハム・グリーン
  - 先住民の神。(S3)
- アン=マリー・ヒンゼルマン
  - 演 - ジュリア・スウィーニー
  - レイクサイドのコンビニエンスストア店主にして町長。(S3)
- チャド・マリガン
  - 演 - Eric Johnson
  - レイクサイドの警官にしてタクシー運転手。(S3)
- マーグリート・オルセン
  - 演 - Lela Loren
  - レイクサイド・ジャーナルの新聞記者にしてアパートの管理人。(S3)
- テュール
  - 演　- デニス・オヘア
  - 北欧神話の戦争の神。歯科医。(S3)
- デメテル
  - 演 - ブライス・ダナー
  - ギリシャ神話の豊饒の女神。精神療養所の患者。(S3)

## あらすじ

### シーズン1のあらすじ
刑期が残りわずかなシャドウは、妻と親友が不倫の末に交通事故で死んだために出所させられる。帰途、シャドウは不思議な男ミスター・ウェンズデーにボディ・ガードとしての雇用を持ち掛けられ、その手下マッド・スウィーニーから金貨をもらう。やがて男は古き神オーディン、マッド・スウィーニーはレプラコーンであることが分かる。オーディンはシャドウと共にアメリカ中を旅し、アメリカの生活に浸る古き神々と会い、組織化して新しき神々に対抗しようとする。新しき神々はオーディンとシャドウを脅し、あるいは和解しようとする。一方シャドウの死んだ妻ローラは夫からもらった金貨の力で蘇り、肉体は朽ち始めるが超人的な力を発揮し始め、夫を求め旅する。
フラッシュバックでは、各地の古き神々が諸民族と共にアメリカに渡ってきた背景が描かれる。

### シーズン2のあらすじ
古き神々と新しき神々は抗争を続け、ゾリャーは殺される。ローラは肉体の再生を試みる。新しき神々のメディアはニュー・メディアに代わり、古き神々にはカーリーが加わる。ミスター・ウェンズデーはグングニルを修復する。スウィーニーは死に、新しき神々はネットを利用して反撃し、シャドウは自分がウエンズデーの息子だと知る。

### シーズン3のあらすじ
古き神々と新しき神々の抗争は続く。ミスター・ウェンズデイの命でシャドウは北の田舎町レイクサイドに住む。町では少年少女の失踪事件が起こり、シャドウは一時疑われるも、町長を務める北欧神話の精霊が人々の安全のために犠牲を供えていたことを知る。ミスター・ウェンズデイはかつて愛したデメテルを療養所から出所させるが、デメテルは去る。デメテルをめぐってかつて三角関係にあり、現在は歯科医をするテュールがシャドウを殺そうとするのを止めて倒す。ローラは煉獄に落ちたのちに復活し、ミスター・ワールドの依頼でミスター・ウェンズデイをグングニルで殺す。シャドウは世界樹に縛り付けられ、根元に置かれた父ウェンズデイの遺体の寝ずの番をする。新しき神のテクニカル・ボーイはミスター・ワールドに捕らえられる。

## エピソード

### シーズン1のエピソード
| 通算 話数 | シーズン 話数 | タイトル                                                 | 監督                   | 脚本                                                                   | 放送日        | U.S.視聴者数 (百万人) |
| --- | ------------- | -------------------------------------------------------- | ---------------------- | ---------------------------------------------------------------------- | ------------- | --------------------- |
| 1 | 1             | "墓場" "The Bone Orchard"                                | デヴィッド・スレイド   | ブライアン・フラー & マイケル・グリーン                                | 2017年4月30日 | 0.975                 |
| 西暦813年、ヴァイキングの一団がアメリカ大陸に来るが先住民の敵意にさらされて立ち去ろうとする。一団は彼らの神であるオーディンに犠牲をささげ、ようやく風がもたらされて旅立つことができる。 現在、シャドウ・ムーンは妻のローラが交通事故で死んだため、予定よりも数日速く刑務所を出所する。飛行機の席でシャドウはミスター・ウェンズデイと知り合い、ボディーガードの仕事を提示される。車に乗って家に帰る途中、シャドウはバーでミスター・ウェンズデイに再会し、その手下のマッド・スウィーニーと争いになって勝ち、金貨を得る。シャドウは妻の葬式で、親友のロビーが妻ローラと不倫関係にあり、ともに事故で死んだことを知る。シャドウはミスター・ウェンズデイのことを知りたがるテクニカル・ボーイに誘拐され、手下に殺されそうになる。何者かが手下を殺しシャドウを助ける。 |               |                                                          |                        |                                                                        |               |                       |
| 2 | 2             | "スプーンの秘密" "The Secret of Spoons"                  | デヴィッド・スレイド   | ブライアン・フラー & マイケル・グリーン                                | 2017年5月7日  | 0.710                 |
| 1697年、奴隷船の中でアナンシという男に扇動された奴隷たちは反乱を起こし、奴隷商人たちを殺し船は沈む。 現在、怪我を負ったシャドウはウェンズデイに文句を言うが給与を倍にしてもらってボディガードを続ける。買い物をするシャドウの前のTV画面からルシル・ボールに扮した新しき神のメディアがシャドウに話しかけ、雇用を申し出る。断ったシャドウとウェンズディはシカゴに行き、チェルノボグとゾリャーに会う。ウェンズデイはチェルノボグを仲間に引き入れようとする。チェルノボグはシャドウにチェッカーの勝負を挑み、負ければ仲間に入るが、勝てばシャドウを殺すという。シャドウはゲームに負ける。 |               |                                                          |                        |                                                                        |               |                       |
| 3 | 3             | "幻覚" "Head Full of Snow"                               | デヴィッド・スレイド   | ブライアン・フラー & マイケル・グリーン                                | 2017年5月14日 | 0.716                 |
| ニューヨーク市、クイーンズ区のイスラム教徒の女をミスター・ジャッケル(アヌビス)が訪れ、死んだので一緒に来なければならないといい、砂漠に連れ出す。女の心臓を取り出して羽と天秤にかけ、善き人間だったか悪しき人間だったかを測る。善き人間だったとわかり、ドゥアトに入ることを許される。シカゴでは、シャドウが夢でゾリャーの妹神に会い、銀貨をもらう。目覚めたシャドウはチェルノボグともう一勝負して勝つ。チェルノボグはウィスコンシンについた後にシャドウをハンマーで殴り殺すという。マッド・スウィーニーは交通事故を生き延びる。ニューヨーク市で、オマーンのセールスマンのサリムは、実はジンであるタクシー運転手とホテルでセックスをする。翌朝、ジンはタクシー免許をサリムに残して去る。シャドウはウェンズデイに、雪のことを考えろと言われ、その結果外で雪が降り出したことに驚く。シャドウはマッド・スウィーニーに金貨を返せと要求されるが、ローラの墓に埋めたという。ウェンズデイとシャドウはATMの故障を装って、客が入金しに来た現金を横取りする。マッド・スウィーニーはローラの棺を掘り出すが、死体も金貨も消えている。シャドウがホテルの部屋に帰ると、ローラが待っている。 |               |                                                          |                        |                                                                        |               |                       |
| 4 | 4             | "去りしもの" "Git Gone"                                  | クレイグ・ゾベル       | ブライアン・フラー & マイケル・グリーン                                | 2017年5月21日 | 0.631                 |
| フラッシュバックで、シャドウの亡き妻ローラが描かれる。エジプト風のカジノのディーラーであるローラは空虚な生活を送り、殺虫剤を吸って自殺を試みる。カジノの客だったシャドウと知り合い、結婚する。だがローラは人生に意味を見つけられず、シャドウにカジノの強盗を持ちかけ、シャドウは逮捕されて刑務所に収監される。ローラは出所を待つと約束するが、シャドウの親友で雇用主のロビーと関係を持つ。シャドウの釈放直前に、ローラとロビーは交通事故で死ぬ。ローラは砂漠でアヌビスに会い、吹き飛ばされて墓の中の自分の肉体に戻り、遠くからもシャドウを光として感じる、テクニカル・ボーイの手下に殺されそうになったシャドウを救い、ローラの肉体は朽ち始める。ロビーの妻オードリーと会い、シャドウを求めて旅し、葬儀屋のミスター・アイビスとミスター・ジャッケルに肉体を補修される。アヌビスであるミスター・ジャッケルは、探求が終わった時には肉体を取り戻しに来ると言う。 現在、ローラはシャドウのもとに向かい、ホテルの部屋で会う。 |               |                                                          |                        |                                                                        |               |                       |
| 5 | 5             | "拉致" "Lemon Scented You"                               | ヴィンチェンゾ・ナタリ | デヴィッド・グラッツィアーノ                                           | 2017年5月28日 | 0.666                 |
| シベリアから地峡を通ってアメリカ大陸に人々が渡る時、マンモスの神もまた同行する。 モテルの部屋で、ローラはロビーとの浮気と交通事故のことをシャドウに語って誘惑し、金貨を感謝する。鴉からローラの復活のことを聞いたミスター・ウェンズデイがシャドウを部屋から連れ出すと、警察がやって来て二人を銀行での窃盗の罪で逮捕する。マッド・スウィーニーがローラに会い金貨を取り戻そうとし、ローラを浴槽に沈めるが、部屋に警察が入ってスウィーニーを逮捕する。警察に取り調べを受けるウェンズデイとシャドウの前に、マリリン・モンローに扮したメディア、ミスター・ワールド、テクニカル・ボーイが現れ、和解を申し出る。だがウェンズデイは拒否する。ウェンズデイとシャドウが取調室を出ると、警察署内の全員が殺されている。警察官の死体から木が生えて二人を襲う。スウィーニーは同じ警察署に連行されるが逃げ出す。死体安置所でローラは目覚める。 |               |                                                          |                        |                                                                        |               |                       |
| 6 | 6             | "神々の殺人" "A Murder of Gods"                          | アダム・ケイン         | シームス・ケヴィン・ファヒー & マイケル・グリーン & ブライアン・フラー | 2017年6月4日  | 0.607                 |
| メキシコから違法入国者が川を渡ってアメリカに入る。溺れかけた男をジーザスが救い水の上を歩く。だが向こう岸に着いた人々をトラックに乗った男たちがライフルで撃つ。ジーザスもまた撃たれて倒れる。 ミスター・ウェンズデイとシャドウはモテルに着き、新しき神々から車で逃げだす。ウェンズデイはシャドウの腹から木の根を摘出する。二人はバージニア州のヴァルカンに入り、人々がみな銃を持ち、弾薬工場で事故死した従業員のための葬列を組むのを見る。工場を所有するヴァルカンは旧友のウェンズデイとシャドウを屋敷に迎える。だがヴァルカンは新しき神々と結託していることが分かり、ウェンズデイは旧友の鍛えた剣でその首を斬り、死体は溶けた金属の中に落ちる。ローラもモテルに来るがわずかの差でシャドウと会えない。ローラとその体内の金貨を求めるマッド・スウィーニーはタクシーを盗もうとし、ジンを探してメッカの方向に向かう持ち主のサリムに見つかる。スウィーニーはジンのところに連れてゆくと言い、3人はタクシーで出かける。 |               |                                                          |                        |                                                                        |               |                       |
| 7 | 7             | "マッド･スウィーニーへの祈り" "A Prayer for Mad Sweeney" | Adam Kane              | Maria Melnik                                                           | 2017年6月11日 | 0.629                 |
| フラッシュバックで、アイルランド人のエシー・マクゴーワン(ローラと二役)が盗みの罪を着せられてアメリカへの流刑を宣告される。エシーは船長と結婚してロンドンに住み泥棒となり、再び捕えられる。牢の中でマッド・スウィーニーに会う。死刑に処されるところ、看守の子を身ごもったため再びアメリカへの流刑を宣告される。農園主と結婚して子や孫に故郷の妖精の伝承を伝える。老いたエシーをマッド・スウィーニーが訪れ、自分をアメリカに連れてきたのはエシーだと語り、エシーは安らかに死ぬ。 現在、マッド・スウィーニーとローラはサリムと別れ、アイスクリームを運ぶトラックを盗む。事故を起こしてトラックは横転する。ローラの体内から金貨がこぼれ落ちて完全な死を遂げるが、マッド・スウィーニーが体内に戻して再び蘇る。葬儀屋のミスター・アイビスがエシーの物語を書き終える。 |               |                                                          |                        |                                                                        |               |                       |
| 8 | 8             | "決戦前夜" "Come to Jesus"                               | Floria Sigismondi      | Bekah Brunstetter & マイケル・グリーン & ブライアン・フラー            | 2017年6月18日 | 0.774                 |
| ミスター・ナンシーはミスター・ウェンズデイとシャドウに古き愛の女神ビルキスの物語を語る。シャドウはウェンズデイに連れられ、ジーザスの復活を利用して繁栄する、春と復活の古き女神オスタラの屋敷を訪ね、パーティーでジーザスら多くの神々を目にする。ウェンズデイはヴァルカンが新しき神々に殺されたと嘘をつき、オスタラを仲間に誘う。ローラとマッド・スウィーニーもシャドウの後を追ってオスタラの屋敷に来て、オスタラにローラの再生を願うが、神に殺されたローラは復活させられないと断られる。ローラはスウィーニーを脅し、ウェンズデイがローラの事故とシャドウの懲役刑を仕組んだことを告白させる。ジュディ・ガーランドに扮したメディア、テクニカル・ボーイ、ミスター・ワールドが訪れてウェンズデイを脅す。ウェンズデイは雷でミスター・ワールドを倒し、戦の神オーディンであることを明らかにする。オスタラは春を引き戻してアメリカ中に荒廃をもたらして、人々に自分の力を思い出させる。ローラがシャドウに再会する。ビルキスはウィスコンシン州のハウス・オン・ザ・ロックに向かう。 |               |                                                          |                        |                                                                        |               |                       |

### シーズン2のエピソード
| 通算 話数 | シーズン 話数 | タイトル                                        | 監督                   | Teleplay by                            | 放送日        | U.S.視聴者数 (百万人) |
| --- | ------------- | ----------------------------------------------- | ---------------------- | -------------------------------------- | ------------- | --------------------- |
| 9 | 1             | "ハウス・オン・ザ・ロック" "House on the Rock"  | Christopher J. Byrne   | Jesse Alexander & ニール・ゲイマン     | 2019年3月10日 | 0.520                 |
| ミスター・ワールドは、メディアを探すようテクニカル・ボーイに命じる。シャドウ、ローラ、スウィーニー、ミスター・ウェンズデーは車でウィスコンシン州に向かい、ミスター・ナンシーに会い、ビルキス、サリム、ジンが集まっていたハウス・オン・ザ・ロックに来る。中ではチェルノボグとゾリャー・ヴェチュールニャヤが待つ。ミスター・ウェンズデー、ミスター・ナンシー、ビルキス、シャドウが乗った回転木馬は速度を速め、シャドウはビルキスとともに見知らぬ浜辺で目を覚まし、ミスター・ウェンズデーの記憶の中だと聞かされる。二人は神殿に入り、他の古き神々に会う。古き神々の会合で、シャドウは新しき神々との戦いを呼びかける。彼らは現実世界のモーテル・アメリカのダイナーに戻る。ミスター・ワールドはダイナーを狙撃させてゾリャーが死に、シャドウは狙撃手を倒すが空に吸い込まれる。 |               |                                                 |                        |                                        |               |                       |
| 10 | 2             | "魅惑的な男" "The Beguiling Man"                | フレッド・トーイ       | Tyler Dinucci & Andres Fischer-Centeno | 2019年3月17日 | 0.348                 |
| シャドウは列車内で新しき神の手下のミスター・タウンに拷問されてなぜミスター・ウェンズデーの仲間になったかを問われ、亡き母と過ごした少年の頃を思い出す。ジンとサリムはオーディンの武器グングニルを探し、ローラとスウィーニーはシャドウを探して列車に飛び乗る。犠牲を必要とするミスター・ウェンズデーは列車の進路に車を置く。ビルキスはミスター・ワールドに面会する。テクニカル・ボーイはメディアを探す。 |               |                                                 |                        |                                        |               |                       |
| 11 | 3             | "ムニン" "Muninn"                               | Deborah Chow           | Heather Bellson                        | 2019年3月24日 | 0.329                 |
| 列車の脱線でローラの肉体はバラバラになり、ミスター・ウェンズデーはスウィーニーにローラの体を集めてミスター・アイビスに縫い合わさせる。ミスター・ウェンズデーはアルゴスに会うためにローラと出かける。スウィーニーはバロンに会えと言うが、ローラは無視する。ミスター・ワールドはテクニカル・ボーイとニュー・メディアをアルゴスに会いに送り出す。ミスター・アイビスはヘルメスに殺された後ヘーラーに監視の神として蘇生させられたアルゴスの物語を語る。ローラはミスター・ウェンズデーに、シャドウが自分の鼓動を復活させたと言う。二人はアレキサンドリア図書館の記憶に行き、ローラは巻物を焼き払う。ニュー・メディアはアルゴスと接続しようとするが、ミスター・ウェンズデーがローラにアルゴスを殺させる。ジンとサリムは、ネイティブ・アメリカンのトリックスターであるイクトミからグングニルと若芽を渡される。ニューオーリンズに向かうスウィーニーは車やボートを盗もうとして失敗する。シャドウはカラスのムニンの教えに従い、サム・ブラッククロウの助けでケアロに着き、ミスター・アイビスの葬儀場でウェンズデーに再会する。 |               |                                                 |                        |                                        |               |                       |
| 12 | 4             | "史上最高の物語" "The Greatest Story Ever Told" | Stacie Passon          | Peter Calloway & Aditi Brennan Kapil   | 2019年3月31日 | 0.336                 |
| ミスター・ウェンズデーはアメリカでもっとも強力な神のマネーに会うため、シャドウと共にケアロからセントルイスに向かう。ゾリャーの死に衝撃を受けたビルキスはケアロに来てミスター・アイビスに会う。ミスター・ナンシーはビルキスとミスター・アイビスを味方につけようとする。ミスター・ワールドはアルゴスを死なせたことでテクニカル・ボーイを叱責する。テクニカル・ボーイは知り合いの人間を味方にしようとして失敗し、ミスター・ワールドに封印される。ミスター・ウェンズデーとミスター・ワールドの前にマネーが姿を現し、いずれの味方もしないと言う。 |               |                                                 |                        |                                        |               |                       |
| 13 | 5             | "死者について" "The Ways of the Dead"           | サリー・リチャードソン | Rodney Barnes & Andres Fischer-Centeno | 2019年4月7日  | 0.306                 |
| ローラとスウィーニーはニューオーリンズでブードゥー教の精霊のサムディ男爵とママン・ブリジットに会い、ローラの肉体の再生を頼み、霊薬をもらう。ミスター・ウェンズデイはイグドラシルとするべくイクトミの若芽を植えた後でサリムとジンに合流し、ドワーフの王アルビスにグングニルの修復を依頼する。だがアルビスは槍のルーン文字を修復しなければならないと言う。ケアロでは、ミスター・アイビスがシャドウに、かつてリンチされた黒人のウィル・ジェームズについて語る。ミスター・ナンシーは、ウィル・ジェームズの呪いにより死体の供給が保証されているため、ミスター・アイビスとミスター・ジャッケルは新しき神々との戦争に乗り気でないと疑う。呪いを解くため、シャドウは葬儀で自分の口を通してウィル・ジェームズに語らせる。 |               |                                                 |                        |                                        |               |                       |
| 14 | 6             | "偉大なドーナル" "Donar the Great"              | レイチェル・タラレイ   | Adria Lang                             | 2019年4月14日 | 0.240                 |
| ミスター・ウェンズデーとシャドウはグングニルのルーン文字の修復をドワーフのシンドリとドバリンに頼むため、ショッピングモールに来る。ドワーフはルー・リードのジャケットを要求し、ミスター・ウェンズデーとシャドウは詐欺でジャケットを手に入れる。シャドウはミスター・ウェンズデーから息子のソー(トール、ドーナル)のことを聞き出す。 20世紀前半、ミスター・ウェンズデーが支配人を務め、ミスター・ナンシーの働くシカゴのキャバレーで、ドーナルとアメリカを具人化した女神コロンビアはバーレスク・ショーを見せる。客の中にはテクニカル・ボーイがいる。アメリカ・ナチ党がドーナルを気に入って重量挙げの大会に出す。やがてドーナルはドイツ人の相手に八百長で負けるよう命じられる。ドーナルはコロンビアとカリフォルニアに逃げようとしてミスター・ウェンズデーと争いになり、ミョルニルの槌でグングニルを破壊したのち、神でさえ復活できない自死を選ぶ。 |               |                                                 |                        |                                        |               |                       |
| 15 | 7             | "太陽の宝物" "Treasure of the Sun"              | Paco Cabezas           | Heather Bellson                        | 2019年4月21日 | 0.318                 |
| ローラはナッシュビルのダイナーで、ウォートレスのママジにカーリーの姿を見せられる。スウィーニーはローラがコインを返さないせいでツキが落ちたと感じ、ケアロに来てバンシーの姿を見る。ミスター・ウェンズデーに契約を打ち切るよう願うが断られる。ミスター・ウェンズデーは成長したイグドラシルの枝でグングニルを修復する。弱ったスウィーニーは王であったが妻と娘を失い、灰色の修道士に呪いをかけられ、槍で死ぬと予言された過去を思い出す。ミスター・アイビスはスウィーニーがアイルランドのトゥアハ・デ・ダナーンの英雄神ルーであり、祖父神バロールを殺したと語る。スウィーニーはバロールをミスター・ウェンズデーに重ね合わせる。古き神々がイグドラシルの前で晩餐をとっているところに来たスウィーニーは、妖精バンシーの食べ物を食べた彼らは借りを作ったと言う。スウィーニーはシャドウが守るグングニルを奪ってミスター・ウェンズデーを殺そうとする。ウェンズデーの命令で自分がローラを殺したと打ち明ける。スウィーニーは誤ってグングニルに体を貫かれるが、魔法でグングニルを太陽の宝物に変える。                           |               |                                                 |                        |                                        |               |                       |
| 16 | 8             | "ムーン・シャドウ" "Moon Shadow"                | Christopher J. Byrne   | Aditi Brennan Kapil                    | 2019年4月28日 | 0.272                 |
| ミスター・ウェンズデーは姿を消す。スウィーニーが死んだと知ったローラはウェンズデーを殺すと決める。テクニカルボーイは蘇る。ミスター・ワールドとニュー・メディアはネットの情報を操り、ウェンズデー、シャドウ、サリムがテロリストだという嘘を流す。警察が葬儀場に来る。シャドウはイグドラシルに吸い込まれてウェンズデーが父であることを知り、その力で嘘の情報を消す。ジンはサリムと去り、シャドウは偽名で去り、ローラはスウィーニーの死体を担いで出て行く。 |               |                                                 |                        |                                        |               |                       |

### シーズン3のエピソード
| 通算 話数 | シーズン 話数 | タイトル                                         | 監督             | Teleplay by                      | 放送日        | U.S.視聴者数 (百万人) |
| --- | ------------- | ------------------------------------------------ | ---------------- | -------------------------------- | ------------- | --------------------- |
| 17 | 1             | "冬物語" "A Winter's Tale"                       | ジョン・アミエル | David Paul Francis               | 2021年1月10日 | 0.209                 |
| ローラはスウェイ―ニーの死体を運んだ後、体から金貨を取り出して土にかえる。ミスター・ワールドはミズ・ワールドの化身となり、テクニカル・ボーイとともに戦争を始めるシャード計画を進め、邪魔になるミスター・ウェンズデイを消そうとする。テクニカル・ボーイはビルキスに新しき神々の仲間に入るよう誘うが断られる。ミスター・ウェンズデイはマイク・エインセルと名前を変えミルウォーキーの工場で働くシャドウを連れて、ノースダコタの先住民の神ウイスキー・ジャックに会いに行く。途中でミス・ワールドの手下の妨害を避ける。ウイスキー・ジャックはシャドウに、神々の終わりが近づく中で自分の運命を全うするよう語る。ミスター・ウェンズデイはシャドウにウィスコンシンのレイクサイドに向かうよう言い、シャドウは抵抗するも行かざるを得なくなり、町長にしてコンビニエンスストア店長のヒンゼルマン、警官にしてタクシー運転手のチャドに会い、用意されたアパートに向かう。 |               |                                                  |                  |                                  |               |                       |
| 18 | 2             | "シリアス・ムーンライト" "Serious Moonlight"     | Julian Holmes    | Moises Verneau                   | 2021年1月17日 | 0.185                 |
| 17世紀、北欧の移民がネイティブ・アメリカンを惨殺する。現在、ビルキスはIT長者をセックスの途中で吸収する。マイクを名乗るシャドウは新聞記者でアパートの管理人のマーグリート・オルセンに会う。シャドウはゾリャー・ヴェチェールニャヤを偲ぶ会に招待されてシカゴに向かう。途中で鹿をはねる。ミスター・ウェンズデイも歯科医となっているテュールに会ったのちにシカゴに向かい、二人は会でチェルノボグに再会する。シャドーはゾリャー・パルノーチニャヤに会ってコインを渡す。サリムとミスター・アイビス、そしてテュールもまた会に出席する。シャドウがレイクサイドに戻ると、若い娘のアリソン・マクガバンが失踪しており、町の人々はシャドウを疑う。 |               |                                                  |                  |                                  |               |                       |
| 19 | 3             | "灰と悪魔" "Ashes and Demons"                    | Thomas Carter    | Anne Kenney                      | 2021年1月24日 | 0.160                 |
| 1765年、ペンシルバニア西部の貧しい農婦が豚を犠牲にしてデメテルを召喚し土地に豊饒をもたらす。現在、ミスター・ウェンズデイはテュールのところにあった葉書をもとに元恋人のデメテルをコーデリアとともに訪ねる。新しき神々との戦いのため、婚姻届を偽造してデメテルを精神療養所から出そうとする。ロックバンドのブラッド・デスのメンバーが惨殺される。ローラは煉獄に落ち、自分の人生を振り返る映画を見ることを強制される。自分が両親の結婚を壊したのではないことを学ぶ。レイクサイドでは、アリソンの捜索が行われるが見つからない。シャドウはビルキスの夢を見て、ウェンズデイに連絡してアパートの住所を聞き出しニューヨークに行く。アパートには血痕が残されテクニカル・ボーイが嗚咽している。 |               |                                                  |                  |                                  |               |                       |
| 20 | 4             | "見えざるもの" "The Unseen"                      | Eva Sørhaug      | Nick Gillie                      | 2021年1月31日 | 0.204                 |
| アメリカの建国者たちは経済を重視して奴隷制を温存し、奴隷たちはアフリカから彼らの神々を連れてくる。現在、シャドウとテクニカル・ボーイは協力して誘拐されたビルキスを探す。スウィーニーの死体が発見され、ローラは煉獄から戻って蘇生し、金貨とスウィーニーの遺灰を手にして北へ向かう。ウェンズデイはコーデリアと協力してデメテルを取り戻そうとするがバーの爆発で正気を失う。ミズ・ワールドはミスター・ワールドの姿で囚われたビルキスに会いに行き、新しい神々の仲間に誘うが断られる。 |               |                                                  |                  |                                  |               |                       |
| 21 | 5             | "立ち上がるシスター" "Sister Rising"             | Nick Copus       | Damian Kindler                   | 2021年2月14日 | 0.123                 |
| 1893年のシカゴ万国博覧会で、テクニカル・ボーイは手品師マクシミリアンに騙される。現在、ローラはアイビスとサリムに会う。ウェンズデイを探して殺すため、サリムとともに旅をする。テクニカル・ボーイとシャドウはビルキスを探しに行く。他の古き女神に勇気づけられたビルキスは自らを解放してシャドウの前に姿を現すが、体に不調をきたしたテクニカルボーイは姿を消す。ウェンズデイはデメテルと同じ療養所に入り、シャドウに"37番作戦"を命じる。シャドウとコーデリアはデメテルの後見人を脅してデメテルの出所を謀る。シャドウはレイクサイドに戻り、その前にローラが姿を現す。 |               |                                                  |                  |                                  |               |                       |
| 22 | 6             | "王の良心" "Conscience of the King"              | Mark Tinker      | Aric Avelino                     | 2021年2月21日 | 0.197                 |
| アメリカ独立戦争が終わり、オーディンとテュールの両神は豊饒の女神デメテルを恋するが、オーディンが女神の心を射止める。だが子を失ったオーディンは戦争のために去り、テュールがデメテルを支える。現在、施設のハンクはウェンズデイが所持する薬物に気づくが、ウェンズデイは他の職員との恋を取り持って見逃してもらう。ウェンズデイは自分たち三神の影絵芝居をデメテルとテュールに見せる。デメテルは施設を出ることを承知するが、空に姿を消す。ミスター・ワールドは発作に苦しむテクニカル・ボーイを探し出す。ローラはウェンズデイを殺そうとし、シャドウに居所をきくが、ウェンズデイは父親だと明かされる。サリムとローラはウェンズデイを求めてオハイオに行き、ミスター・ワールドに会う。シャドウは、マーグリートの異母妹がサム・ブラッククロウであることを知る。 |               |                                                  |                  |                                  |               |                       |
| 23 | 7             | "Fire and Ice"                                   | Rachel Goldberg  | Anne Kenney & David Paul Francis | 2021年2月28日 | 0.180                 |
| ウェンズデイとコーデリアの車の前に焼死体が落下する。レイクサイドに来たコーデリアはシャドウに会い、ウェンズデイの正体を知る。ウェンズデイとコーデリアはブラッド・デスを殺したヨハンに会いに行く。ウェンズデイはヨハンの後を追ってテュールの仕事場に行き、ヨハンの惨殺死体を見る。シャドウは下着泥棒をしたデレクに会う。マーグリートにスケートを習い、その夜に親密になる。テュールがシャドウを連れ出す。ミスター・ワールドはローラにウェンズデイ殺害を依頼し、代理人のサリムと交渉する。ビルキスは幻視で見た場所に行き、シャドウのお産を助けたユージニアに会う。シャドウの片割れを探すよう言われる。 |               |                                                  |                  |                                  |               |                       |
| 24 | 8             | "炎の歓喜" "The Rapture of Burning"              | Tim Southam      | Holly Moyer                      | 2021年3月7日  | 0.110                 |
| かつて、同性愛の罪で警察に追われた中国の兎児神はグランド・ピーコック・インに匿われ、お礼に祝福を与える。現在、繁栄を続けるグランド・ピーコックでは全性愛のジャンボリーが行われ、ミスター・ウェンズデイを殺すためにオーディンの槍グングニルを探すローラとサリムが宿泊する。ジンを忘れられなかったサリムは従業員のカイと久しぶりに愛を交わす。ローラはレプラコーンのバーテンダーのリアム・ドイルにコインを渡し、スウィーニーの宝庫から槍を持ち出させる。テュールはシャドウを昏倒させて「オオカミの巣」に連れて行き、長年の確執を抱えるウェンズデイの息子を殺そうとする。追ってきたウェンズデイがティールと戦い、シャドウの助けで倒す。シャドウはレイクサイドに戻らず、フロリダに向かう。テクニカル・ボーイはミズ・ワールドに発作の治療を願い、ビルキスに世話を受ける。                                                                                      |               |                                                  |                  |                                  |               |                       |
| 25 | 9             | "湖水効果" "The Lake Effect"                     | Metin Hüseyin    | Laura Pusey & Damian Kindler     | 2021年3月14日 | 0.153                 |
| シャドウはマーグリートの子サンディがフロリダの父親のところにいないことを確認してレイクサイドに戻る。アリソン殺しを疑われたデレクが自殺する。シャドウは、レイクサイドにて数年ごとに子供が失踪してきたことを調べ上げる。やがて町長のヒンゼルマンが精霊であり、人々の安全のために子供を湖に沈めて犠牲にしてきたことを知り、ヒンゼルマンと争いになって殺す。子を失ったマーグリートはミルウォーキーに去る。ローラはリアム・ドイルとともに槍を投げる練習をする。ウェンズデイはチェルノボグを説得し、ミスター・ワールドと和平の話し合いに行くが物別れに終わる。ローラの投げた槍がウェンズデイに突き刺さる。 |               |                                                  |                  |                                  |               |                       |
| 26 | 10            | "怒りの樹の涙" "Tears of the Wrath-Bearing Tree" | Russell Lee Fine | Laura Pusey & Ryan Spencer       | 2021年3月21日 | 0.182                 |
| アメリカの中心であり神々の中立地帯であるカンザスシティのモーテルに、ミスター・アイビス、チェルノボグ、シャドウ、コーデリア、ミスター・ワールドが集まる。ローラはミスター・ワールドの依頼でウェンズデイを殺したことを暴露する。ビルキスがシャドウの片割れであるローラに会いに来る。チェルノボグはシャドウにローラを殺して父の敵を取るよう求めるが、シャドウは拒否する。根元にウェンズデイの遺体を置いた世界樹に9日間縛り付けられて寝ずの番をする。テクニカル・ボーイは地下で遺物を見たのち、ミスター・ワールドに閉じ込められる。 |               |                                                  |                  |                                  |               |                       |

## 参照
1. ↑  “American Gods renewed for season 2”. Entertainment Weekly (2017年3月11日). 2017年5月11日閲覧。
2. ↑  “‘American Gods’: Michael Green & Bryan Fuller Exit As Showrunners Of Starz Series”. Deadline (2017年11月29日). 2017年11月30日閲覧。
3. ↑  Patten, Dominic (2021年3月29日). “'American Gods' Canceled At Starz; No Season 4 But Maybe A TV Movie”. Deadline Hollywood. 2021年3月29日閲覧。
4. ↑  White, Peter (2021年7月21日). “Neil Gaiman Scores Series Order For TV Adaptation Of 'Anansi Boys' At Amazon”. Deadline Hollywood. 2022年4月9日閲覧。
5. ↑  Porter, Rick (2017年5月2日). “Sunday cable ratings: 'American Gods' has decent premiere on Starz”. TV by the Numbers. 2017年5月2日閲覧。
6. ↑  Metcalf, Mitch (2017年5月9日). “SHOWBUZZDAILY's Top 150 Cable Originals & Network Finals: 5.7.2017”. Showbuzz Daily. 2017年5月9日閲覧。
7. ↑  Porter, Rick (2017年5月16日). “Sunday cable ratings: ‘Into the Badlands’ improves, ‘Naked and Afraid XL’ leads a quiet day”. TV by the Numbers. 2017年5月16日閲覧。
8. ↑  Porter, Rick (2017年5月23日). “Sunday cable ratings: ‘Twin Peaks’ return comes in low for Showtime”. TV by the Numbers. 2017年5月23日閲覧。
9. ↑  Porter, Rick (2017年5月31日). “Sunday cable ratings: ‘Naked and Afraid XL’ tops a down day”. TV by the Numbers. 2017年5月31日閲覧。
10. ↑  Metcalf, Mitch (2017年6月6日). “UPDATED: SHOWBUZZDAILY's Top 150 Sunday Cable Originals & Network Finals: 6.4.2017”. Showbuzz Daily. 2017年6月6日閲覧。
11. ↑  Metcalf, Mitch (2017年6月13日). “UPDATED: SHOWBUZZDAILY's Top 150 Sunday Cable Originals & Network Finals: 6.11.2017”. Showbuzz Daily. 2017年6月13日閲覧。
12. ↑  Porter, Rick (2017年6月20日). “Sunday cable ratings: ‘American Gods’ finale improves, ‘Fear the Walking Dead’ hits another low”. TV by the Numbers. 2017年6月20日閲覧。
13. 1 2  “Home - American Gods S2 Presskit”. Starz. 2019年2月12日閲覧。
14. ↑  Metcalf, Mitch (2019年3月12日). “SHOWBUZZDAILY’s Top 150 Sunday Cable Originals & Network Finals: 3.10.2019”. Showbuzz Daily. 2019年3月12日閲覧。
15. ↑  Metcalf, Mitch (2019年3月19日). “Updated: ShowBuzzDaily's Top 150 Sunday Cable Originals & Network Finals: 3.17.2019”. Showbuzz Daily. 2019年3月19日閲覧。
16. ↑  Metcalf, Mitch (2019年3月26日). “Updated: ShowBuzzDaily's Top 150 Sunday Cable Originals & Network Finals: 3.24.2019”. Showbuzz Daily. 2019年3月26日閲覧。
17. ↑  Metcalf, Mitch (2019年4月2日). “Updated: ShowBuzzDaily's Top 150 Sunday Cable Originals & Network Finals: 3.31.2019”. Showbuzz Daily. 2019年4月2日閲覧。
18. ↑  Metcalf, Mitch (2019年4月9日). “Updated: ShowBuzzDaily's Top 150 Sunday Cable Originals & Network Finals: 4.7.2019”. Showbuzz Daily. 2019年4月9日閲覧。
19. ↑  Metcalf, Mitch (2019年4月16日). “Updated: ShowBuzzDaily's Top 150 Sunday Cable Originals & Network Finals: 4.14.2019”. Showbuzz Daily. 2019年4月16日閲覧。
20. ↑  “American Gods: Ep 207 - Treasure Of The Sun”. Starz. 2019年2月21日閲覧。
21. ↑  Metcalf, Mitch (2019年4月23日). “Updated: ShowBuzzDaily's Top 150 Sunday Cable Originals & Network Finals: 4.21.2019”. Showbuzz Daily. 2019年4月23日閲覧。
22. ↑  “American Gods: Ep 208 - Moon Shadow”. Starz. 2019年2月28日閲覧。
23. ↑  Metcalf, Mitch (2019年4月30日). “Updated: ShowBuzzDaily's Top 150 Sunday Cable Originals & Network Finals: 4.28.2019”. Showbuzz Daily. 2019年4月30日閲覧。
24. 1 2  “Shows A-Z - American Gods on Starz”. The Futon Critic. 2021年1月12日閲覧。
25. 1 2  “American Gods S3 Presskit”. Starz. 2020年12月4日閲覧。
26. ↑  Metcalf, Mitch (2021年1月12日). “Updated: ShowBuzzDaily's Top 150 Sunday Cable Originals & Network Finals: 1.10.2021”. Showbuzz Daily. 2021年1月12日閲覧。
27. ↑  Metcalf, Mitch (2021年1月20日). “Updated: ShowBuzzDaily's Top 150 Sunday Cable Originals & Network Finals: 1.17.2021”. Showbuzz Daily. 2021年1月20日閲覧。
28. ↑  Metcalf, Mitch (2021年1月26日). “Updated: ShowBuzzDaily's Top 150 Sunday Cable Originals & Network Finals: 1.24.2021”. Showbuzz Daily. 2021年1月26日閲覧。
29. ↑  Metcalf, Mitch (2021年2月2日). “Updated: ShowBuzzDaily's Top 150 Sunday Cable Originals & Network Finals: 1.31.2021”. Showbuzz Daily. 2021年2月2日閲覧。
30. ↑  Metcalf, Mitch (2021年2月17日). “Updated: ShowBuzzDaily's Top 150 Sunday Cable Originals & Network Finals: 2.14.2021”. Showbuzz Daily. 2021年2月17日閲覧。
31. ↑  Metcalf, Mitch (2021年2月23日). “Updated: ShowBuzzDaily's Top 150 Sunday Cable Originals & Network Finals: 2.21.2021”. Showbuzz Daily. 2021年2月23日閲覧。
32. ↑  Metcalf, Mitch (2021年3月2日). “Updated: ShowBuzzDaily's Top 150 Sunday Cable Originals & Network Finals: 2.28.2021”. Showbuzz Daily. 2021年3月2日閲覧。
33. ↑  Metcalf, Mitch (2021年3月9日). “Updated: ShowBuzzDaily's Top 150 Sunday Cable Originals & Network Finals: 3.7.2021”. Showbuzz Daily. 2021年3月9日閲覧。
34. ↑  Metcalf, Mitch (2021年3月16日). “Updated: ShowBuzzDaily's Top 150 Sunday Cable Originals & Network Finals: 3.14.2021”. Showbuzz Daily. 2021年3月16日閲覧。
35. ↑  Metcalf, Mitch (2021年3月23日). “Updated: ShowBuzzDaily's Top 150 Sunday Cable Originals & Network Finals: 3.21.2021”. Showbuzz Daily. 2021年3月23日閲覧。